# Баррискейл, Бесси
Бесси Баррискейл (англ. Bessie Barriscale), 30 августа 1884 — 30 июня 1965) — американская актриса театров и немого кино, её пик карьеры пришёлся в эпоху расцвета немого кинематографа. В конце 1910-х годов была главной звездой фильмов Томаса Инса, и за 20 лет карьеры она сыграла около 60 ролей.

## Ранняя жизнь и карьера
Элизабет Барри Скейл (англ. Elizabeth Barry Scale) родилась в Хобокене, Нью-Джерси, в семье ирландских иммигрантов из графства Корк. Её кузинами были актрисы Эдит и Мэйбл Талиаферро.
В первом десятилетии 20-го века Баррискейл работала в драматическом театре на Бродвее и в бродячих театрах, поскольку кинематограф ещё не был популярен среди театральных актёров. Свою актёрскую карьеру она начала в 1913 году, активно работая в кинокомпании «New York Motion Picture Company», «Triangle Film Corporation», а также на других студиях. Её карьера закончилась в начале 1930 годов, когда начало зарождаться звуковое кино.
В 1918 году Баррискейл заключила контракт, с продюсером Дж. Л. Фротхигманом из «B.B. Features» и компанией «Roberson Cole», на съемки в 16 картинах. Поскольку «B.B. Features» находилось под регулированием корпорации Аризоны, фильмы должны были быть отсняты, полностью окончены и доставлены до 21 января 1921 года. Мисс Баррискейл стала настолько популярна, что её менеджеры застраховали её жизнь на полтора миллиона долларов от непредвиденных обстоятельств. Общие доходы с этих фильмов были выше 1.000.000 долларов США, что по тем временам было очень большой суммой.
Баррискейл была большой поклонницей Уильяма Шекспира и очень хотела перенести на большой экран что-нибудь из его пьес. Актриса была так же отличным пловцом. Перед съёмками в фильме «Замужняя женщина Майкла» (1919), экранизацией романа Аннет Келлерман, где она сыграла главную роль, она наняла инструктора по плаванию и дайвингу. В «Brunton Studios» был сооружён большой бассейн, где и были сняты все водные сцены. Режиссёром этого фильма был Генри Колкер.
В 1919 году она отправилась в мировое турне вместе со своим мужем — актёром, режиссёром и продюсером Ховардом Хикманом, а также с их маленьким сыном. Они планировали превратить это путешествие в кинопоэму, и поэтому взяли с собой оператора.
В 1921 году Баррискейл отправилась на восточное побережье, чтобы сыграть роль в пьесе «Юбки» (англ. «The Skirt»). Премьера спектакля состоялась Вашингтоне, округ Колумбия, затем она отправилась на гастроли в Филадельфию и Бостон, а позже спектакль шёл в Нью-Йорке. В предыдущие годы Барискейл участвовала в спектаклях в театре «Беласко», в частности «Райская птица» (англ. Bird of Paradise), в котором она играла принцессу Луану, написанная Ричардом Уолтоном Тулли. В ранние годы, когда она ещё начинала карьеру в водевиле — два, три и даже четыре представления в день не были для неё чем-то необычным.
Актёр Джеки Куган и его родители купили дом Бесси Баррискейл на площади Пеллисьера в Лос-Анджелесе в феврале 1922 года. Резиденция была оценена в 45.000 долларов.
Баррискейл вернулась на сцену в постановке «Женщина навсегда» (англ. «Women Go On Forever»). К тому времени она была замужем уже 21 год, а её сыну было 20. Премьера спектакля состоялось в театре «Hollywood Music Box» в марте 1928 года. Она играла «типичную домохозяйку», и призналась, что на репетицию приходила в ситцевом платье, позаимствованном из её собственного гардероба. Так же она сказала, что уже много лет живёт в своём доме, в Санта-Монике, в Калифорнии, и что научилась готовить совсем недавно, специально для этой роли.
Её карьера пошла на спад в начале 1930-годов, последний фильм с её участием был «Человек, вернувший себе голову» 1934 года. Однако Баррискейл не терялась, и открыла собственную продюсерскую компанию «Bessie Barriscale Productions».

## Память
За свой вклад в развитие киноиндустрии Бесси Баррискейл получила звезду на Голливудской «Аллее Славы» в 1960 году. Звезда находится на голливудском бульваре, её номер — 6652.

## Смерть
Актриса умерла в Кентфилде, штат Калифорния 30 июня 1965 года. Она была похоронена рядом со своим мужем на кладбище «Mount Tamalpais Cemetery» в соседнем Сан-Рафеле.

## Фильмография
| Год  | Русское название               | Оригинальное название          | Роль                                                  | Примечание             |
| ---- | ------------------------------ | ------------------------------ | ----------------------------------------------------- | ---------------------- |
| 1913 | Приятель игрока                | The Gambler’s Pal              |                                                       | Короткометражный фильм |
| 1913 | Эйлин Эрин                     | Eileen of Erin                 |                                                       | Короткометражный фильм |
| 1914 | Колокола Остина                | The Bells of Austi             | Пакита (Paquita)                                      | Короткометражный фильм |
| 1914 | Создание Бобби Бернита         | The Making of Bobby Burnit     | Агнес Эллистон (Agnes Elliston)                       | Короткометражный фильм |
| 1914 | Готовые деньги                 | Ready Money                    | Грейс Тайлер (Grace Tyler)                            |                        |
| 1914 | Роза из ранчо                  | Rose of the Rancho             | Хуанита Кастро (Juanita Castro)                       |                        |
| 1915 | Дьявол                         | The Devil                      | Изабелла Занден (Isabella Zanden)                     |                        |
| 1915 | Чаша жизни                     | The Cup of Life                | Хелен Фиске (Helen Fiske)                             |                        |
| 1915 | Награда                        | The Reward                     | Джейн Уоллес (Jane Wallace)                           | Короткометражный фильм |
| 1915 | Спаривание                     | The Mating                     | Дорис Уиллард (Doris Willard)                         |                        |
| 1915 | Золотой коготь                 | The Golden Claw                | Лиллиан Хиллари (Lillian Hillary)                     |                        |
| 1915 | Нарисованная душа              | The Painted Soul               | Ирен Брок (Irene Brock)                               |                        |
| 1916 | Зелёное болото                 | The Green Swamp                | Марджери Эллисон (Margery Allison)                    |                        |
| 1916 | Честь на алтаре                | Honor’s Altar                  | Винни Мэллори (Winnie Mallory)                        | Короткометражный фильм |
| 1916 | Пули и карие глаза             | Bullets and Brown Eyes         | Графиня Ольга (Countess Olga)                         |                        |
| 1916 | Последний акт                  | The Last Act                   | Этель Дюпри (Ethel Duprey)                            |                        |
| 1916 | Не моя сестра                  | Not My Sister                  | Грейс Тайлер (Grace Tyler)                            |                        |
| 1916 | Страдания любви                | The Sorrows of Love            | Беатрис (Beatrice)                                    |                        |
| 1916 | Оплата                         | The Payment                    | Филлис Пейдж (Phyllis Page)                           |                        |
| 1916 | Дом                            | Home                           | Бесси Уитон (Bessie Wheaton)                          |                        |
| 1916 | Обыкновенная Джейн             | Plain Jane                     | Джейн, 'Орфин' (Jane, 'The Orphint')                  |                        |
| 1916 | Девичий уголок                 | A Corner in Colleens           | Шэмрок (Shamrock)                                     |                        |
| 1917 | Оскал                          | The Snarl                      | Хелен Дин/Марион Дин (Helen Dean/Marion Dean)         |                        |
| 1917 | Боубс и голубой хребет         | Bawbs o' the Blue Ridge        | Барбара 'Боубс' Колби (Barbara 'Bawbs' Colby)         |                        |
| 1917 | Мужененавистник                | The Hater of Men               | Дженис Салсбери (Janice Salsbury)                     |                        |
| 1917 | Заимствованные перья           | Borrowed Plumage               | Нора (Nora)                                           |                        |
| 1917 | Деревянные башмачки            | Wooden Shoes                   | Рэмпи (Pampy)                                         |                        |
| 1917 | Те, кто платит                 | Those Who Pay                  | Дороти Уорнер (Dorothy Warner)                        |                        |
| 1918 | Мадам Кто?                     | Madam Who?                     | Джин Бофорт (Jeanne Beaufort)                         |                        |
| 1918 | Отверженный                    | The Cast-Off                   | Бетти Крейг (Бетти Крейг)                             |                        |
| 1918 | Внутри кубка                   | Within the Cup                 | Тисби Лоррейн (Thisbe Lorraine)                       |                        |
| 1918 | Ослеплённый                    | Blindfolded                    | Пегги Малдун (Peggy Muldoon)                          |                        |
| 1918 | Верни это                      | Rose o’Paradise                | Вирджиния Синглтон (Virginia Singleton)               |                        |
| 1918 | Патриотизм                     | Patriotism                     | Робин Камерон (Robin Cameron)                         |                        |
| 1918 | Взрывная горничная             | Maid o' the Storm              | Ариэль (Ariel)                                        |                        |
| 1918 | Белая ложь                     | The White Lie                  | Дороти Кингсли (Dorothy Kingsley)                     |                        |
| 1918 | Сердце Рэйчел                  | The Heart of Rachael           | Рэйчел (Rachael)                                      | Продюсер               |
| 1918 | Два револьвера Бетти           | Two-Gun Betty                  | Бетти Крейг (Betty Craig)                             |                        |
| 1919 | Внезапная Норма                | All of a Sudden Norma          | Норма Брисбен (Norma Brisbane)                        |                        |
| 1919 | Шутка судьбы                   | A Trick of Fate                | Анна Жерар/Мэри Ли (Anna Gerard/Mary Lee)             |                        |
| 1919 | Спящие сердца                  | Hearts Asleep                  | Nancy (Nancy)                                         | Продюсер               |
| 1919 | Жена Джоселина                 | Josselyn’s Wife                | Эллен Латимер Джосселин (Ellen Latimer Josselyn)      |                        |
| 1919 | Запутанные нити                | Tangled Threads                | Маргарет Уэйн (Margaret Wayne)                        |                        |
| 1919 | Замужняя женщина Майкла        | The Woman Michael Married      | Мира Саки (Mira Sacky)                                |                        |
| 1919 | Её рыночная цена               | Her Purchase Price             | Шека (Sheka)                                          |                        |
| 1919 | Китти Келли, доктор            | Kitty Kelly, M.D.              | Доктор Китти Келли (Dr. Kitty Kelly)                  |                        |
| 1919 | Зазывающая дорога              | Beckoning Roads                | Маркита Шей (Marquita Shay)                           |                        |
| 1920 | Удача Джеральдин Лэйрд         | The Luck of Geraldine Laird    | Джеральдин Лэйрд (Geraldine Laird)                    |                        |
| 1920 | Женщина, которая понимает      | A Woman Who Understood         | Мэдж Грэм (Madge Graham)                              |                        |
| 1920 | Незнакомая миссис Сэндс        | The Notorious Mrs. Sands       | Мэри Вэйр (Mary Ware)                                 |                        |
| 1920 | Жизненный поворот              | Life’s Twist                   | Мюриэль Честер/Тина Пирс (Muriel Chester/Tina Pierce) |                        |
| 1920 | Сломанные ворота               | The Broken Gate                | Аврора Лейн (Aurora Lane)                             |                        |
| 1921 | Перелом                        | The Breaking Point             | Рут Маршалл (Ruth Marshall)                           |                        |
| 1928 | Показать людей                 | Show Folks                     | Китти Майо (Kitty Mayo)                               |                        |
| 1933 | Секреты                        | Secrets                        | Сьюзан Карлтон (Susan Carlton)                        |                        |
| 1933 | Зависимость                    | Bondage                        | Роль неизвестна (Undetermined Role)                   | В титрах не указана    |
| 1933 | Выше облаков                   | Above the Clouds               | Мама (Mother)                                         |                        |
| 1934 | Возлюбленная                   | Beloved                        | Миссис Уолкинс (Mrs. Walkins)                         |                        |
| 1934 | Человек, вернувший себе голову | The Man Who Reclaimed His Head | Луиза, служанка (Louise, the Maid)                    | В титрах не указана    |